# Касімов Дмитро Дмитрович
Дмитро Дмитрович Касімов (нар. 14 серпня 1999) — український футболіст, півзахисник клубу «Агробізнес».

## Життєпис
Вихованець кропивницького футболу. У ДЮФЛУ виступав за кіровоградські «Зірку» та ДЮСШ-2. У 2016 році переведений до юнацької команді «Зірка» (20 матчів та 1 гол у чемпіонаті України). Наступного сезону виступав за юнацьку команду кропивничан (15 матчів), почав залучатися до матчів молодіжної команди (5 голів). За підсумками сезону 2017/18 року «Зірка» посіла 10-е місце й змушена була боротися за право зберегти місце в еліті українського футболу у плей-оф. Проте поступилася у двоматчевому протистоянні з «Десною». Напередодні старту сезону 2018/19 років керівництво клубу та тренерський штаб вирішили омолодити команду, надавши шанс гравцям молодіжної та юнацької команд «Зірки». Окрім цього команду залишили легіонери та досвідчені футболісти. У футболці кропивницького клубу дебютував 22 липня 2018 року в програному (0:2) домашньому поєдинку 1-о туру Першої ліги проти луцької «Волині». Дмитро вийшов на поле на 84-й хвилині, замінивши Ярослава Поплавку. У першій частині сезону 2018/19 років провів у Першій лізі 15 матчів. Напередодні старту весняно-літньої частини сезону 2018/19 років керівництво клубу зняло «Зірку» з розіграшу Першої ліги. Більшість гравців клубу залишили кропивницьку команду, яка згодом заявилася на чемпіонат Кіровоградської області. Серед них був й Дмитро Касімов.
Напередодні старту сезону 2019/20 років приєднався до «Оболонь-Бровар». У складі «пивоварів» дебютував 25 вересня 2019 року в програному (0:2) домашньому поєдинку 1/16 фіналу кубку України проти «Гірник-спорту». Касімов вийшов на поле на 120-й хвилині, замінивши Юрія Бровченка. Проте через величезну конкуренцію в головній команді, був переведений до «Оболонь-Бровар-2», який виступає у Другій лізі.